# Czernyola apsilutea
Czernyola apsilutea är en tvåvingeart som först beskrevs av Lonsdale och Marshall 2006.  Czernyola apsilutea ingår i släktet Czernyola och familjen träflugor. Inga underarter finns listade i Catalogue of Life.